# Buire-sur-l'Ancre
Pour les articles homonymes, voir Buire (homonymie) et Ancre.
Buire-sur-l'Ancre est une commune française située dans le département de la Somme en région Hauts-de-France.
Le nom de la commune en picard est Buire-su-l'Inque.

## Géographie

### Localisation

#### Communes limitrophes
| Laviéville         |                   | Dernancourt     |
|                    | Buire-sur-l'Ancre | Ville-sur-Ancre |
| Ribemont-sur-Ancre | Méricourt-l'Abbé  | Treux           |

### Description

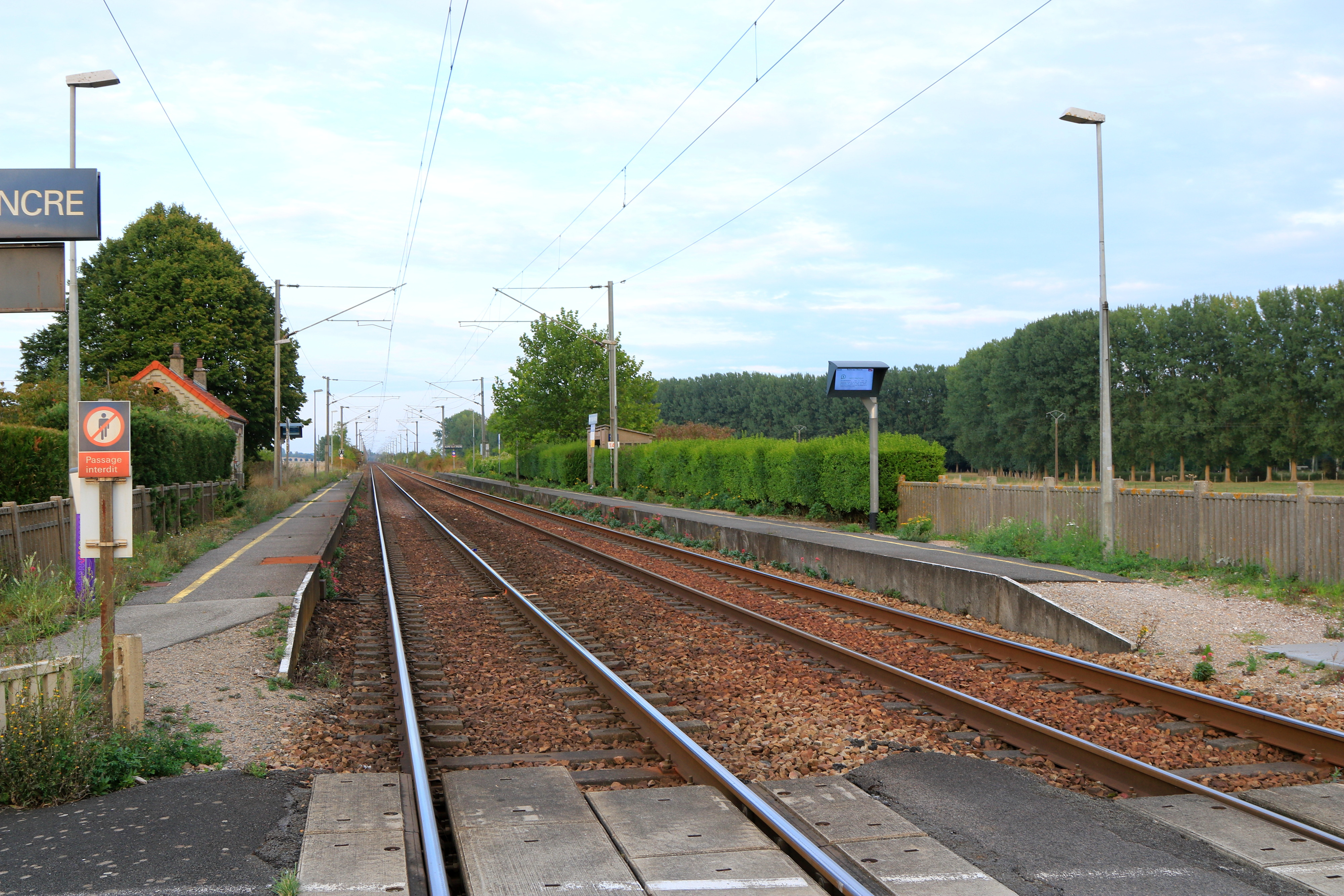
La gare.

Buire-sur-l'Ancre est  un village rural picard de l'Amienois situé à 23 km au nord-est d'Amiens, 9 km au nord-est de Corbie et 6 km au sud-ouest d'Albert. L'ex-route nationale 29 (actuelle RD 929) traverse le nord du territoire communal.
La commune  est traversée par la ligne de Paris-Nord à Lille sur laquelle elle dispose de la Gare de Buire-sur-l'Ancre, desservie par des trains TER Hauts-de-France qui effectuent des missions entre les gares d'Amiens et de Lille-Flandres. En 2019, elle est desservie par les lignes d'autocars du réseau interurbain Trans'80 Hauts-de-France (ligne no 37).
Le relief de la commune est celui d'un plateau traversé par une vallée. Le point culminant se situe au nord de la commune au lieu-dit, les Vignes (91 m d'altitude). La vallée se situe à 40 m d'altitude.
Le territoire de la commune est constitué pour une large part de terrains calcaires. Sous une mince couche de terre végétale, se rencontre de la marne recouverte d'alluvions, dans la vallée ; le marais communal ayant un sol tourbeux. Les coteaux sont composés de calcaire siliceux recouverte d'argile. On trouve du sable au nord-ouest.

### Hydrographie

#### Réseau hydrographique
La commune est située dans le bassin Artois-Picardie. Elle est drainée par l'Ancre, la rivière l'Ancre et le Méricourt-l'Abbé,.
L'Ancre, d'une longueur de 37 km, prend sa source dans la commune de Miraumont et se jette  dans la Somme canalisée à Aubigny, après avoir traversé 21 communes.

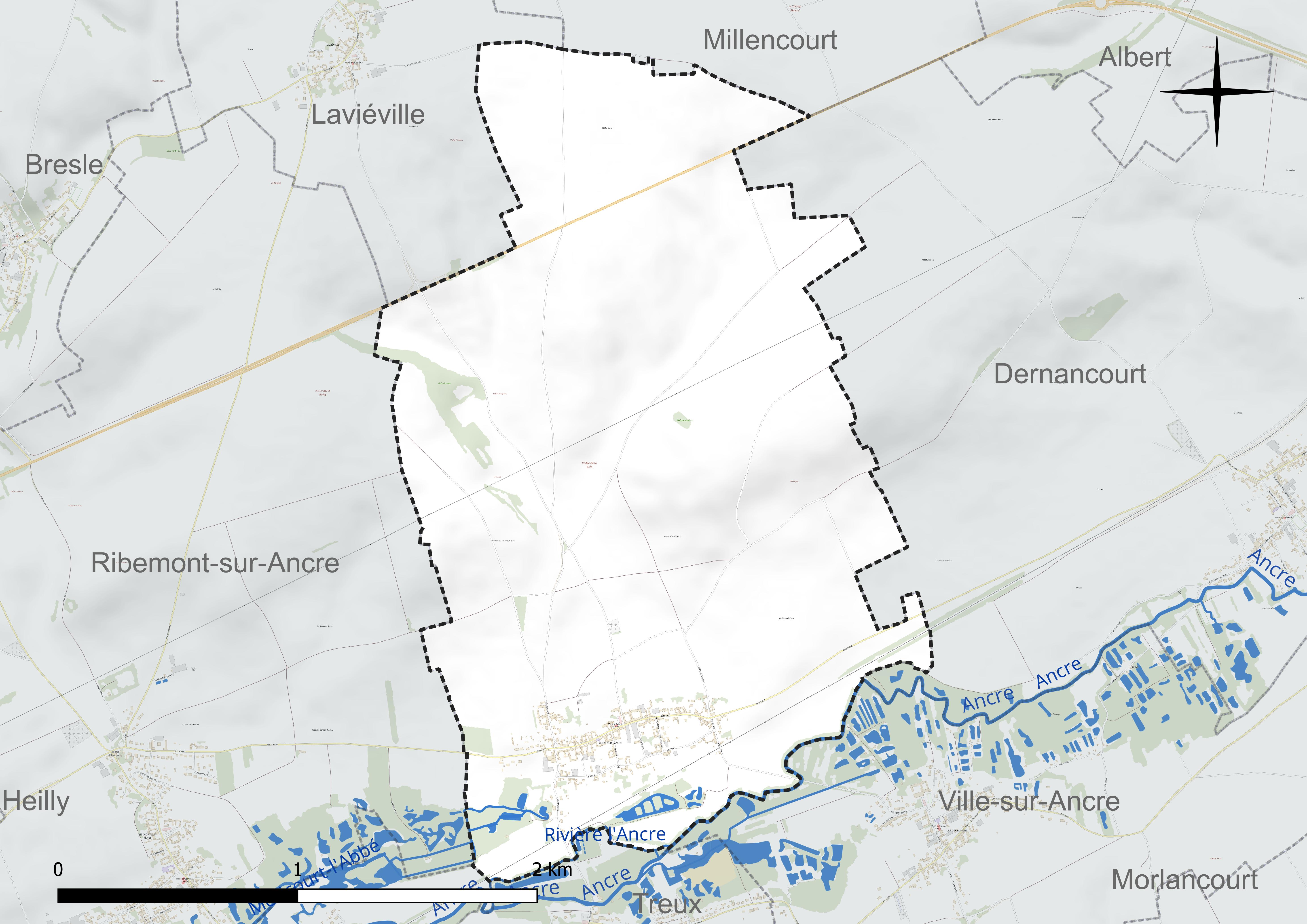
Réseau hydrographique de Buire-sur-l'Ancre.

#### Gestion et qualité des eaux
Le territoire communal est couvert par le schéma d'aménagement et de gestion des eaux (SAGE) « Somme aval et Cours d'eau côtiers ». Ce document de planification concerne un territoire de 1 835 km2 de superficie, délimité par le bassin versant de la Somme canalisée. Le périmètre a été arrêté le 29 avril 2010 et le SAGE proprement dit a été approuvé le 6 août 2019. La structure porteuse de l'élaboration et de la mise en œuvre est le syndicat mixte d'aménagement hydraulique du bassin versant de la Somme (AMEVA).
La qualité des cours d'eau peut être consultée sur un site dédié géré par les agences de l'eau et l'Agence française pour la biodiversité.

### Climat
Pour des articles plus généraux, voir Climat des Hauts-de-France et Climat de la Somme.
En 2010, le climat de la commune est de type climat océanique dégradé des plaines du Centre et du Nord, selon une étude du CNRS s'appuyant sur une série de données couvrant la période 1971-2000. En 2020, Météo-France publie une typologie des climats de la France métropolitaine dans laquelle la commune est exposée à un climat océanique et est dans la région climatique Nord-est du bassin Parisien, caractérisée par un ensoleillement médiocre, une pluviométrie moyenne régulièrement répartie au cours de l'année et un hiver froid (3 °C).
Pour la période 1971-2000, la température annuelle moyenne est de 10,3 °C, avec une amplitude thermique annuelle de 14,6 °C. Le cumul annuel moyen de précipitations est de 686 mm, avec 11,7 jours de précipitations en janvier et 8,4 jours en juillet. Pour la période 1991-2020, la température moyenne annuelle observée sur la station météorologique la plus proche, située sur la commune de Méaulte à 5 km à vol d'oiseau, est de 10,7 °C et le cumul annuel moyen de précipitations est de 730,3 mm,. Pour l'avenir, les paramètres climatiques de la commune estimés pour 2050 selon différents scénarios d'émission de gaz à effet de serre sont consultables sur un site dédié publié par Météo-France en novembre 2022.
| Mois                                  | jan.           | fév.           | mars          | avril         | mai             | juin           | jui.           | août           | sep.         | oct.          | nov.            | déc.           | année      |
| ------------------------------------- | -------------- | -------------- | ------------- | ------------- | --------------- | -------------- | -------------- | -------------- | ------------ | ------------- | --------------- | -------------- | ---------- |
| Température minimale moyenne (°C)     | 1,1            | 1,2            | 3,3           | 5,1           | 8,2             | 11             | 12,9           | 13             | 10,5         | 7,6           | 4,3             | 1,8            | 6,7        |
| Température moyenne (°C)              | 3,6            | 4,2            | 7,2           | 9,9           | 13,2            | 16,1           | 18,3           | 18,5           | 15,2         | 11,2          | 7               | 4,1            | 10,7       |
| Température maximale moyenne (°C)     | 6              | 7,1            | 11,1          | 14,7          | 18,2            | 21,2           | 23,6           | 23,9           | 20           | 14,9          | 9,7             | 6,4            | 14,7       |
| Record de froid (°C) date du record   | −13,7 17.01.13 | −13 07.02.1991 | −9,1 13.03.13 | −4,7 07.04.21 | −1,6 07.05.1997 | 1,4 05.06.1991 | 4,8 04.07.1990 | 5,7 24.08.1993 | 2,1 30.09.18 | −4,3 29.10.03 | −8,5 24.11.1998 | −13,6 18.12.10 | −13,7 2013 |
| Record de chaleur (°C) date du record | 14,8 09.01.15  | 18,5 26.02.19  | 23,1 31.03.21 | 26,6 29.04.10 | 30,3 27.05.05   | 34,1 18.06.22  | 40,8 25.07.19  | 38,2 06.08.03  | 34 15.09.20  | 28 01.10.11   | 19,8 06.11.18   | 15,8 30.12.22  | 40,8 2019  |
| Précipitations (mm)                   | 61,2           | 49,9           | 53,5          | 43,3          | 58,7            | 56,7           | 60,7           | 64,7           | 55,9         | 69,6          | 72,1            | 84             | 730,3      |

## Urbanisme

### Typologie
Au 1er janvier 2024, Buire-sur-l'Ancre est catégorisée commune rurale à habitat dispersé, selon la nouvelle grille communale de densité à sept niveaux définie par l'Insee en 2022.
Elle est située hors unité urbaine. Par ailleurs la commune fait partie de l'aire d'attraction d'Amiens, dont elle est une commune de la couronne,. Cette aire, qui regroupe 369 communes, est catégorisée dans les aires de 200 000 à moins de 700 000 habitants,.

### Occupation des sols
L'occupation des sols de la commune, telle qu'elle ressort de la base de données européenne d'occupation biophysique des sols Corine Land Cover (CLC), est marquée par l'importance des territoires agricoles (91,6 % en 2018), une proportion sensiblement équivalente à celle de 1990 (92,2 %). La répartition détaillée en 2018 est la suivante : 
terres arables (87,6 %), zones urbanisées (5,4 %), prairies (4 %), zones humides intérieures (3 %). L'évolution de l'occupation des sols de la commune et de ses infrastructures peut être observée sur les différentes représentations cartographiques du territoire : la carte de Cassini (XVIIIe siècle), la carte d'état-major (1820-1866) et les cartes ou photos aériennes de l'IGN pour la période actuelle (1950 à aujourd'hui).

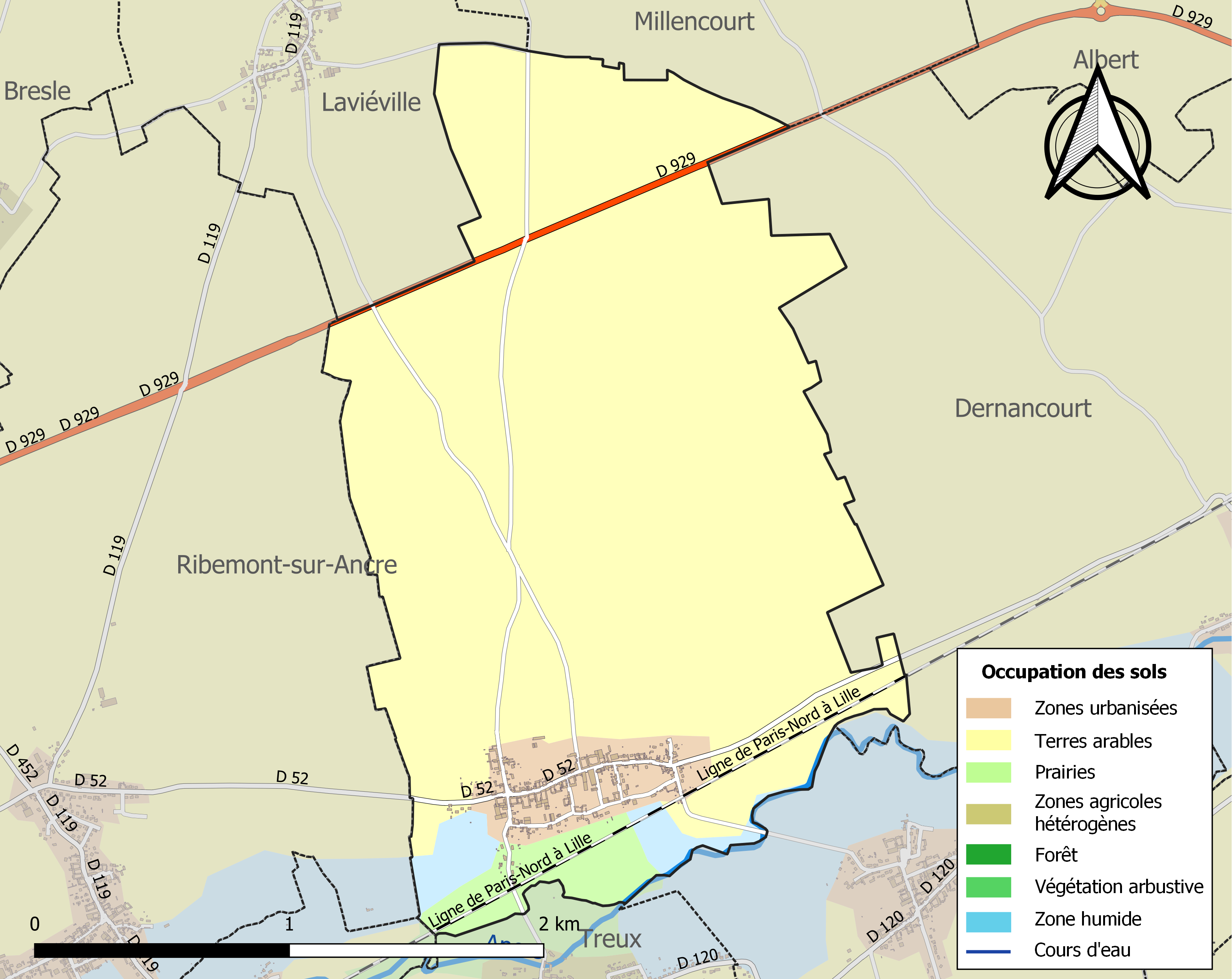
Carte des infrastructures et de l'occupation des sols de la commune en 2018 (CLC).

## Toponymie

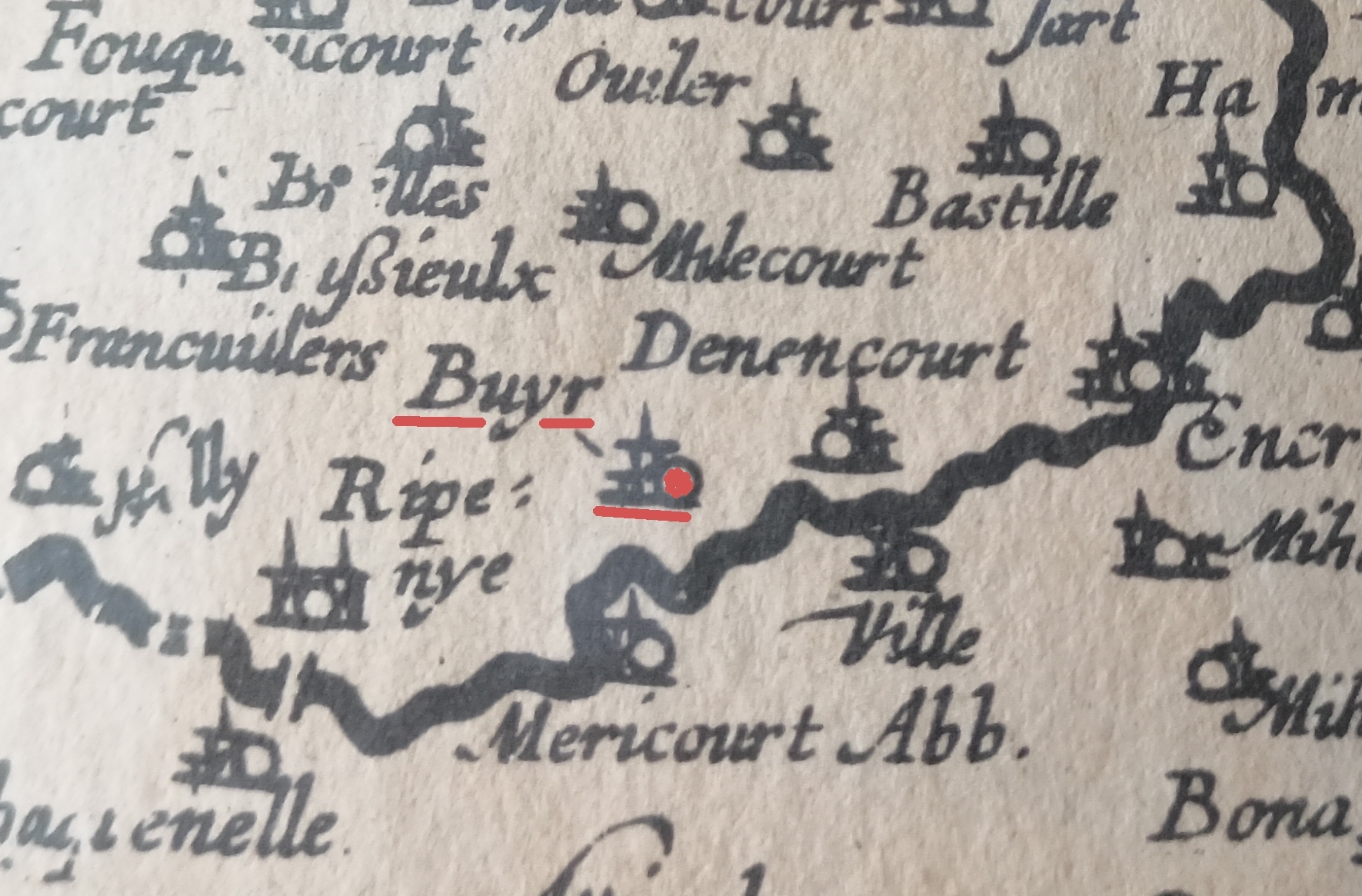
Sur une carte de la Picardie de 1620, Buire-sur-l'Ancre se nommait Buyr.

Le nom de la localité est attesté sous les formes Bubseria en 1168 ; Buires en 1279 ; Buires vers Encre en 1284 ; Buyr en 1579 ; Buyres en 1648 ; Buire en 1733 ; Buire-sous-Corbie en 1801.

On trouve d'autres formes pour désigner Buire-sur-l'Ancre, dans les textes anciens : Buriacum, Buyres, Buires-sur-Corbie, Buires versus Encram en 1279.
Buire semble reproduire un Buria, formé sur le vieux haut-allemand bûr : « hutte , habitation », du germanique burja, qui signifie « cabane » (puis sans doute hameau).
L'Ancre est une rivière du nord du département de la Somme et du Pas-de-Calais, dans la nouvelle région Hauts-de-France, affluent droit du fleuve la Somme.

## Histoire
Le père Daire signale que le chapitre de Fouilloy possédait, à Buire, une portion de dîme en 1203.

Buire au tout-début du XXe siècle
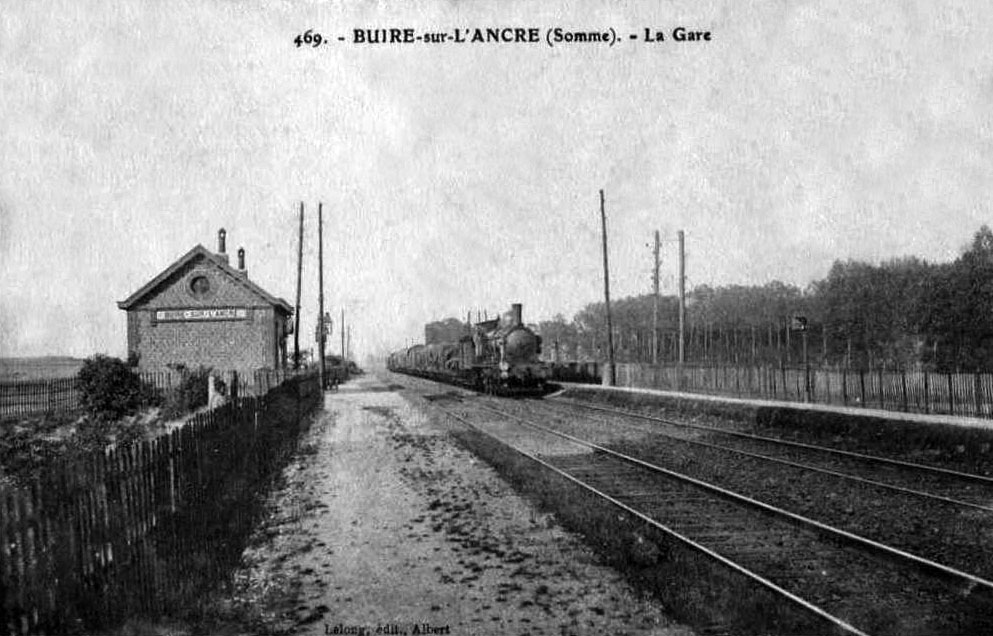
La gare.

## Politique et administration

### Intercommunalité
Penvénan était membre de la communauté de communes du Pays du Coquelicot, un établissement public de coopération intercommunale (EPCI) à fiscalité propre créé en 2001 et auquel la commune a transféré un certain nombre de ses compétences, dans les conditions déterminées par le code général des collectivités territoriales.

### Liste des maires
| Période                                  | Période                       | Identité            | Étiquette | Qualité |
| ---------------------------------------- | ----------------------------- | ------------------- | --------- | --- |
| Les données manquantes sont à compléter. |                               |                     |           | |
| 1945                                     | 1953                          | Georges Maret       |           | |
| 1953                                     | 1974                          | Eugène-Marcel Tarin |           | Décédé en fonction |
| 1974                                     | En cours (au 18 janvier 2021) | Jean-Christian Ruin |           | Ouvrier agricole à la retraite Président du SISCO ( ? → ) Président du Sivom d'aide à domicile du canton d'Albert (2008 → ) Réélu pour le mandat 2020-2026 |

## Population et société

### Démographie
Les habitants de la commune s'appellent des Buirois(es).
L'évolution du nombre d'habitants est connue à travers les recensements de la population effectués dans la commune depuis 1793. Pour les communes de moins de 10 000 habitants, une enquête de recensement portant sur toute la population est réalisée tous les cinq ans, les populations de référence des années intermédiaires étant quant à elles estimées par interpolation ou extrapolation. Pour la commune, le premier recensement exhaustif entrant dans le cadre du nouveau dispositif a été réalisé en 2006.

En 2022, la commune comptait 296 habitants, en évolution de −4,52 % par rapport à 2016 (Somme : −1,26 %, France hors Mayotte : +2,11 %).
| 1793 | 1800 | 1806 | 1821 | 1831 | 1836 | 1841 | 1846 | 1851 |
| ---- | ---- | ---- | ---- | ---- | ---- | ---- | ---- | ---- |
| 314  | 230  | 323  | 379  | 387  | 405  | 428  | 422  | 419  |

| 1856 | 1861 | 1866 | 1872 | 1876 | 1881 | 1886 | 1891 | 1896 |
| ---- | ---- | ---- | ---- | ---- | ---- | ---- | ---- | ---- |
| 397  | 391  | 375  | 342  | 348  | 316  | 312  | 315  | 290  |

| 1901 | 1906 | 1911 | 1921 | 1926 | 1931 | 1936 | 1946 | 1954 |
| ---- | ---- | ---- | ---- | ---- | ---- | ---- | ---- | ---- |
| 287  | 284  | 251  | 203  | 267  | 301  | 314  | 310  | 310  |

| 1962 | 1968 | 1975 | 1982 | 1990 | 1999 | 2006 | 2011 | 2016 |
| ---- | ---- | ---- | ---- | ---- | ---- | ---- | ---- | ---- |
| 324  | 301  | 293  | 283  | 304  | 312  | 328  | 319  | 310  |

| 2021 | 2022 | - | - | - | - | - | - | - |
| ---- | ---- | - | - | - | - | - | - | - |
| 300  | 296  | - | - | - | - | - | - | - |

### Enseignement

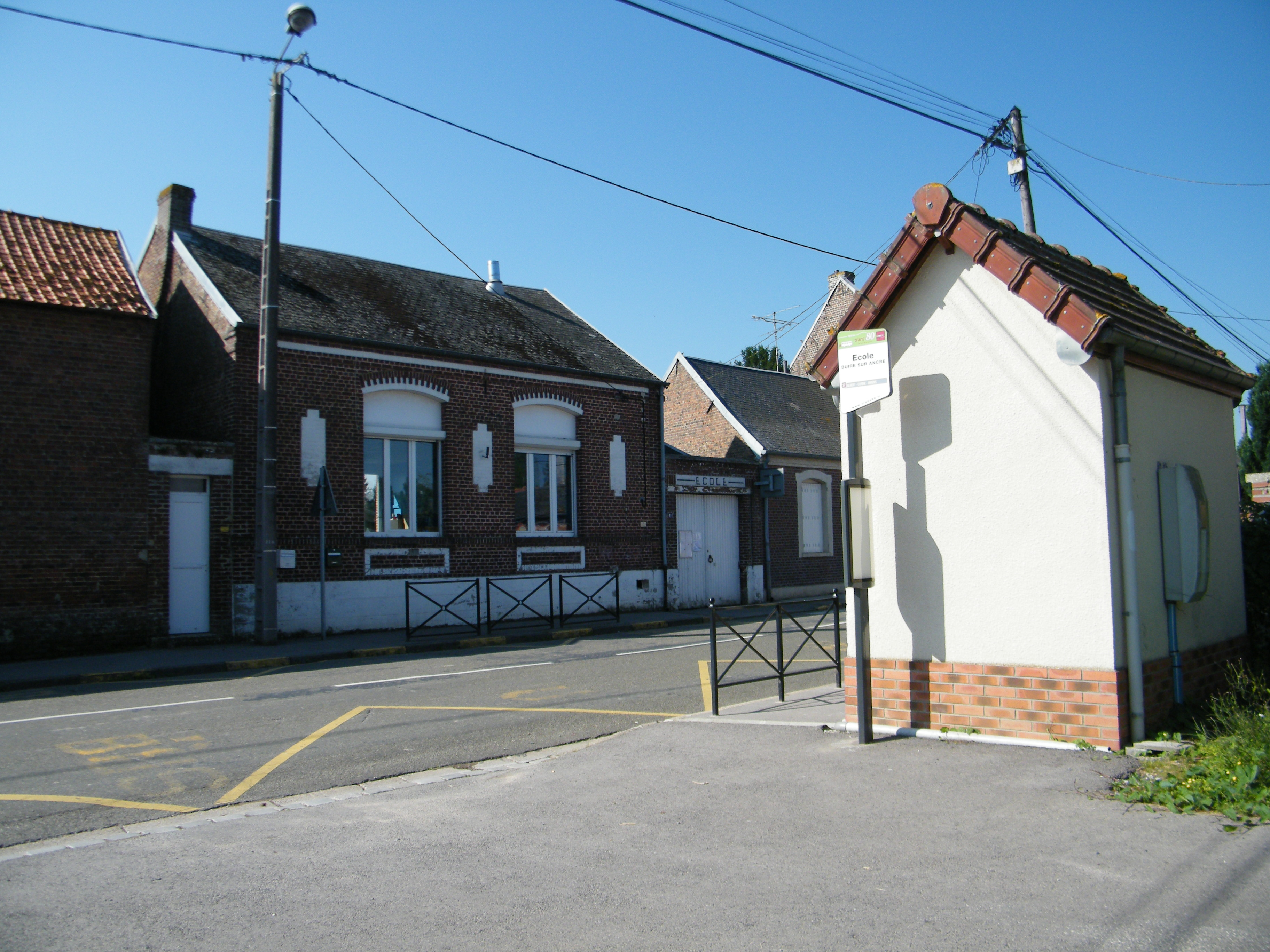
L'école..

Les communes de Buire-sur-l'Ancre, Treux Morlancourt et Ville-sur-Ancre se sont associées en regroupement pédagogique intercommunal. Le regroupement compte 70 élèves pour l'année scolaire 2020-2021, répartis sur les trois communes. Un espace numérique de travail est prévu en 2020.

### Autres équipements

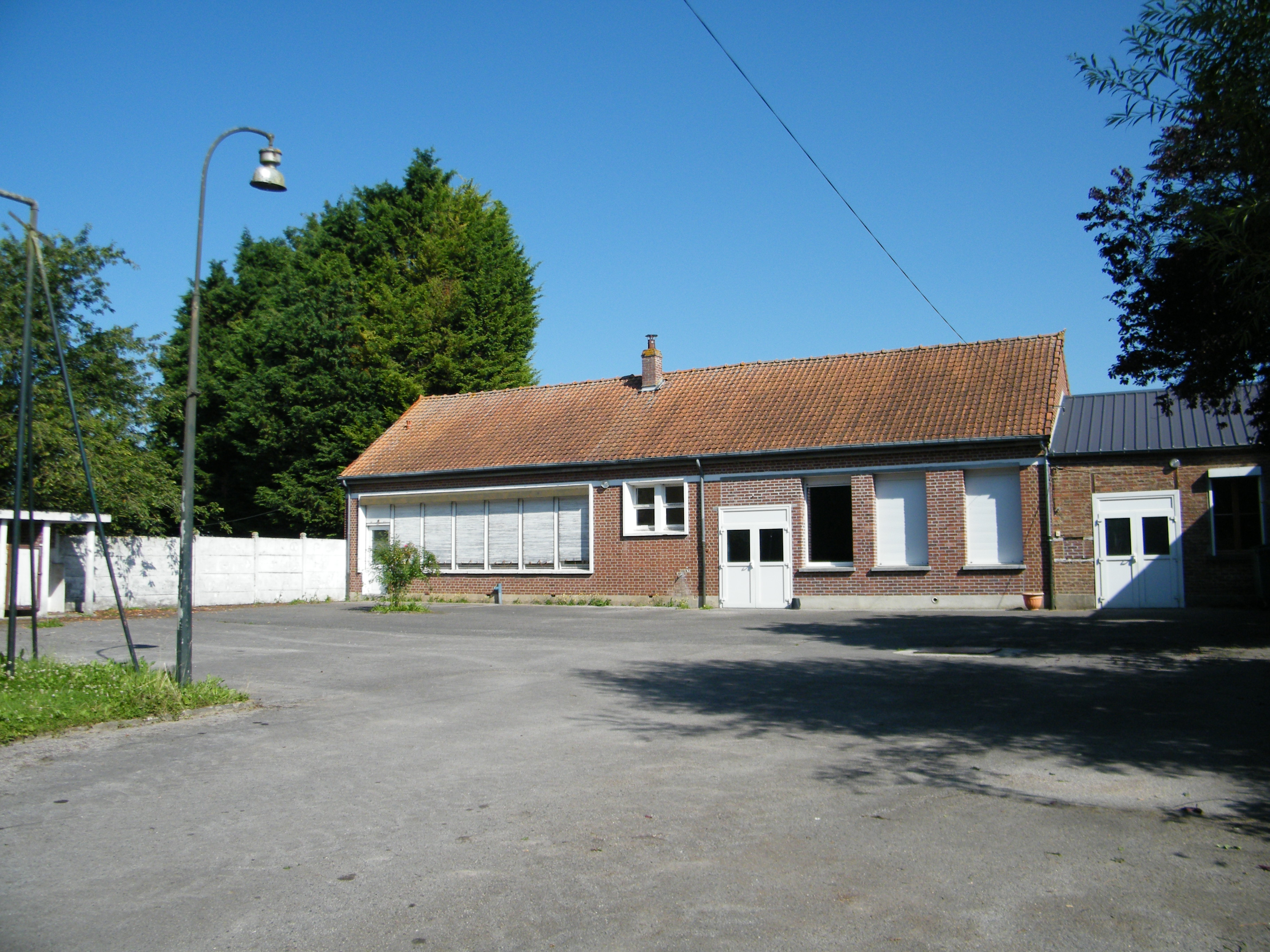
La salle communale.

## Économie
L'activité dominante de la commune reste l'agriculture. Une activité artisanale subsiste dans la commune.

## Culture locale et patrimoine

### Lieux et monuments
- Église Saint-Hilaire[Lequel ?][31].

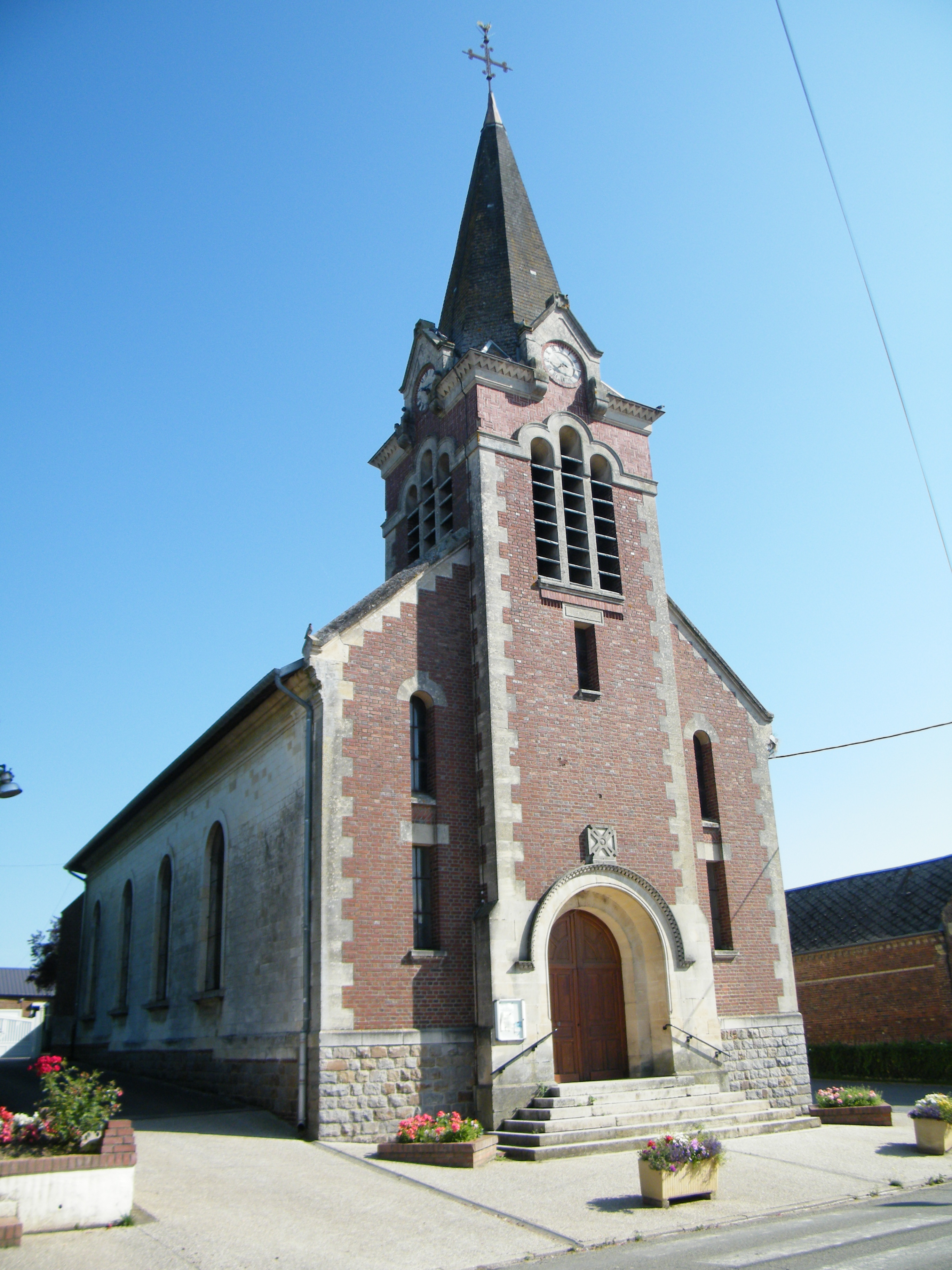
L'église Saint-Hilaire.
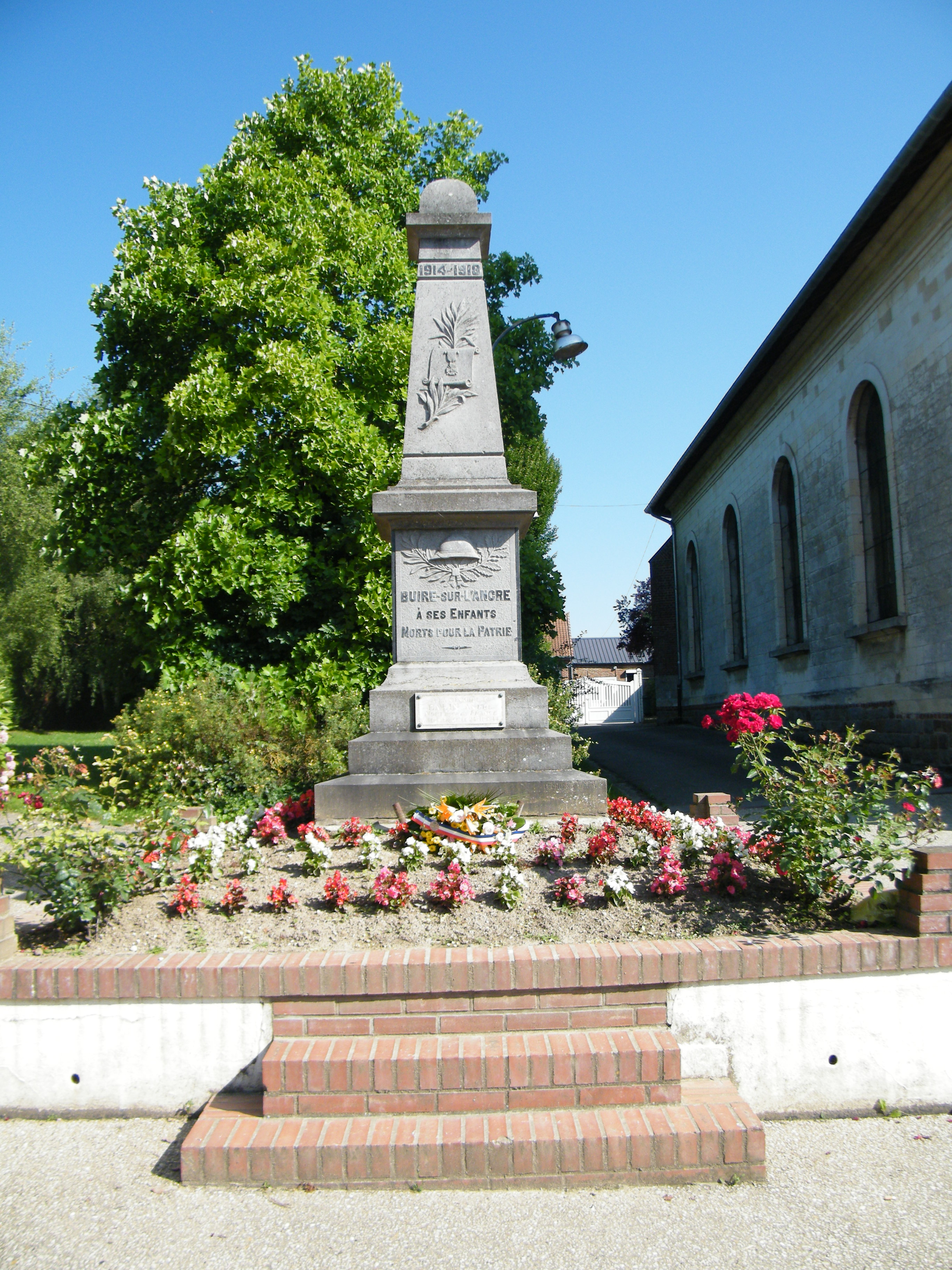
Monument aux morts.
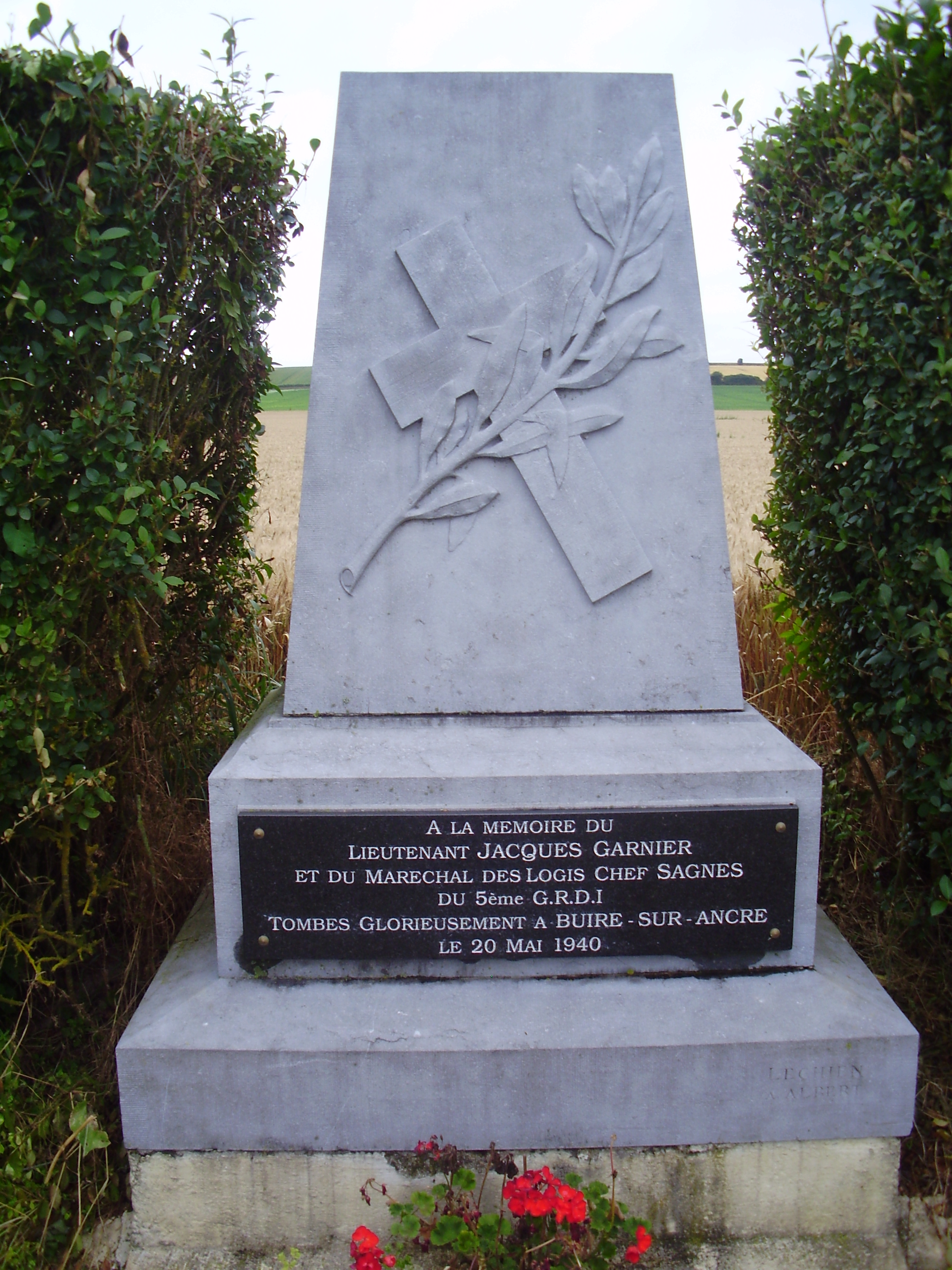
Stèle du monument aux morts en hommage aux soldats tués le 20 mai 1940 en défendant la commune

### Personnalités liées à la commune
- En 1279, Robert Waubert, bourgeois de Corbie, légue des terres aux templiers. En 1284, les héritiers de sa fille Agnès vendent 250 journaux de terre au commandeur des templiers du Ponthieu.
- En 1372, Gilles de Buire se voit accorder par bail à cens, 44 journaux de terre appartenant aux templiers de Belle-Église[19].
- La seigneurie de Buire-sur-l'Ancre passe sous l'Ancien Régime à la famille Béry d'Essertaux[19].
- Vincent Lemaire  dit Hardoc[pourquoi ?], auteur bandes dessinées (B.D.) et illustrateur : Vincent Lemaire a commencé sa carrière comme illustrateur pour la chaîne de télévision Antenne 2 (aujourd'hui France 2)  à l'âge de 16 ans, puis, après des études d'arts plastiques, il publia ses premiers albums de B.D. aux Éditions Paquet (éditeur Suisse) en 2004. Il a travaillé depuis sur une nouvelle série d'albums, en 2010, pour les Éditions Casterman, éditeur historique de Tintin et de Corto Maltesse, Adèle Blansec etc.

## Héraldique
| Blason de Buire-sur-l'Ancre | Blason  | Tiercé en pairle renversé : au 1er de gueules à la volute de crosse d'or, au 2e d'or à trois coquelicots au naturel, posés 2 et 1, au 3e d'azur à deux burelles ondées d'argent et à la fleur de lis d'or brochant sur celles-ci. |
| Blason de Buire-sur-l'Ancre | Détails | La commune a adopté ce blason créé par Jean-François Binon, le 29 juillet 2015. Les burelles ondées symbolisent l'Ancre qui traverse la commune ; la volute de crosse d'évêque rappelle que l'église du village est dédiée à saint Hilaire ; la fleurs de lys se retrouve dans le blason de la Picardie et dans celui de mainte communes ; les coquelicots rappellent appartenance de Buire à la Communauté de communes du Pays du Coquelicot. Le statut officiel du blason reste à déterminer. |

## Pour approfondir